# 顏德財
顏德財（James Gan Teik Chai，1983年2月5日—2023年8月5日），馬來西亞男子羽毛球运动员。

## 簡歷
2004年，顏德財夥拍古健傑贏得法國羽毛球公開賽男雙冠軍。
2008年，顏德財與陳斌生一同申請退出馬來西亞國家羽毛球隊。二人在翌年的馬來西亞羽毛球公開賽中，首次在贊助商的支持下以自由人身份參加比賽；同年7月，他們在澳洲羽毛球公開賽中首次合作贏得冠軍。
2011年，顏德財與陳斌生當時的男雙世界排名為24位，按排名理應獲參加世界羽毛球錦標賽的資格，但大馬羽總卻決定讓排名比他們低的雲天豪與查基利出戰。事後，他們高調去信大馬奧理會，投訴大馬羽總的遴選程序不公平及不透明。
2012年，顏德財改與剛退出國家隊王順福組對。二人甫合作便取得好成績，接連摘下三个卫星赛的冠军，分別為毛里求斯、阿根廷和巴西国际赛。
2023年8月5日，颜德财因心脏病发而逝世，享年40岁。

## 主要比賽成績
只列出曾進入準決賽的國際賽事成績：
| 年份   | 賽事                     | 公開賽級別 | 項目     | 拍檔             | 成績   |
| ------ | ------------------------ | ---------- | -------- | ---------------- | ------ |
| 2004年 | 法國羽毛球公開賽         | 不適用     | 男子雙打 | 古健傑           | 冠軍   |
| 2005年 | 泰國羽毛球公開賽         | 不適用     | 男子雙打 | 查基利阿都拉迪夫 | 準決賽 |
| 2005年 | 馬來西亞羽毛球國際賽     | 不適用     | 男子雙打 | 查基利阿都拉迪夫 | 冠軍   |
| 2005年 | 馬來西亞羽毛球國際賽     | 不適用     | 混合雙打 | 方秋燕           | 冠軍   |
| 2006年 | 全英羽毛球公開賽         | 不適用     | 男子雙打 | 查基利阿都拉迪夫 | 準決賽 |
| 2007年 | 泰國羽毛球黃金大獎賽     | 黃金大獎賽 | 男子雙打 | 凌文輝           | 準決賽 |
| 2008年 | 新加坡羽毛球超級賽       | 超級賽     | 男子雙打 | 凌文輝           | 亞軍   |
| 2008年 | 馬來西亞羽毛球國際挑戰賽 | 國際挑戰賽 | 男子雙打 | 王健國           | 亞軍   |
| 2009年 | 馬來西亞羽毛球黃金大獎賽 | 黃金大獎賽 | 男子雙打 | 陳斌生           | 亞軍   |
| 2009年 | 澳洲羽毛球大獎賽         | 大獎賽     | 男子雙打 | 陳斌生           | 冠軍   |
| 2009年 | 紐西蘭羽毛球大獎賽       | 大獎賽     | 男子雙打 | 陳斌生           | 準決賽 |
| 2010年 | 澳洲羽毛球大獎賽         | 大獎賽     | 男子雙打 | 陳斌生           | 準決賽 |
| 2010年 | 印度羽毛球大獎賽         | 大獎賽     | 男子雙打 | 陳斌生           | 亞軍   |
| 2010年 | 印度羽毛球大獎賽         | 大獎賽     | 混合雙打 | 黄惠龄           | 亞軍   |
| 2012年 | 馬來西亞羽毛球黃金大獎賽 | 黃金大獎賽 | 男子雙打 | 王順福           | 準決賽 |
| 2012年 | 馬爾代夫羽毛球國際挑戰賽 | 國際挑戰賽 | 男子雙打 | 王順福           | 準決賽 |
| 2012年 | 毛里裘斯羽毛球國際賽     | 國際系列賽 | 男子雙打 | 王順福           | 冠軍   |
| 2012年 | 阿根廷羽毛球國際賽       | 國際系列賽 | 男子雙打 | 王順福           | 冠軍   |
| 2012年 | 巴西羽毛球國際賽         | 國際挑戰賽 | 男子雙打 | 王順福           | 冠軍   |
| 2012年 | 荷蘭羽毛球大獎賽         | 大獎賽     | 男子雙打 | 王順福           | 亞軍   |
| 2014年 | 奧地利羽毛球國際挑戰賽   | 國際挑戰賽 | 男子雙打 | 王順福           | 準決賽 |

| 2007-2017年 | 首要超級賽 | 超級賽 | 黃金大獎賽 | 大獎賽 | 國際挑戰賽 | 國際系列賽 | 未來系列賽 | 其他 |

| 2018-2026年 | 總決賽 | 超級1000賽 | 超級750賽 | 超級500賽 | 超級300賽 | 超級100賽 | 國際挑戰賽 | 國際系列賽 | 未來系列賽 | 其他 |

### 奧運會和世錦賽參賽紀錄
|          | 搭檔   | 2006 | 2007 | 2008 | 2009 | 2010 |
| -------- | ------ | ---- | ---- | ---- | ---- | ---- |
| 男子雙打 | 陳斌生 | －   | －   | －   | －   | 32強 |
|          |        |      |      |      |      |      |
| 混合雙打 | 方秋燕 | 32強 | －   | －   | －   | －   |